# ヴァーケ
ヴァーケ (ドイツ語: Waake) は、ドイツ連邦共和国ニーダーザクセン州ゲッティンゲン郡に属す町村（以下、本項では便宜上「町」と記述する）で、ザムトゲマインデ・ラードルフスハウゼンを構成する町村の一つである。他にはわずかしか遺されていない、この地方の典型的な民会場跡が遺されている。

## 地理
ヴァーケは、ゲッティンゲンの東北東約 9 km、ゲッティンゲンの森の北東部に位置する。町内をズーレ川西岸の支流アウエ川が流れている。ゲッティンゲンとエーバーゲッツェンとを結ぶ連邦道 B27 号線が町内を東西に横切っている。

## 歴史
ヴァーケは文献上1013年にヒルデスハイムのマリエン修道院の所領として初めて記録されている。
12世紀にザクセン公領となり、後にブラウンシュヴァイク＝リューネブルク公領に移された。
14世紀にウスラー家がこの村を担保にしている。引き渡しはプレッセ家とヘッセン方伯にもなされている。
14世紀、自立を意図するゲッティンゲンとヴァーケとの間で衝突が起きた。これは領主の拠点となったヴァーケによりゲッティンゲンが脅かされたためであった。
1700年に騎士領ヴァーケはウスラー＝グライヒェン家が有する利用権とともに、ハノーファー宮廷の上級森林狩猟管理官ルートヴィヒ・フォン・ヴァンゲンハイムにレーエンとして移管された。ヴァーケの所領管理官とゲッティンゲンからの裁判官がハノーファーに住む貴族の代官を務めた。家畜舎と城（現在はB27号線をゲッティンゲン方面に向かう町の出口付近に見える）をもつこの所領地は、村の統治上・管理上の中心地であった。この騎士領は18世紀には約 450 モルゲンの耕作地と40の牧草地を含んでいた。その後この所領は徐々に拡大し、1820年にノイヴァーケ分農場が、1923年に Kescheroe 農場が造られた。これは 285 モルゲンの耕作地と3つの牧草地を有していた。騎士領ヴァーケの総エリアは、18世紀の中頃まで増え続け、Kescheroe 農場を別にして、最大で 750 モルゲンの耕地、35モルゲンの牧草地であった。穀物、豆果、ジャガイモ、野菜が栽培され、その他に集約的な家畜飼育がなされた。ヴァーケはこの頃までに紡績・織布の村となっていた。千頭ほどの羊の群からの羊毛生産により経済エリアとなっていたのである。ビール醸造所と蒸留酒製造所がやはりこの頃に造られたが、これは成功せず、すぐに廃止された。
ヴァンゲンハイムの資金援助によりヴァーケは1714年に教会堂を新築した。
1851年にこの所領はヴァンゲンハイム家の自由財産となり、その10年後に家族世襲財産となった。
ヴァーケは1973年の市町村新設に伴ってザムトゲマインデ・ラードルフスハウゼンに編入された。

## 文化と見所

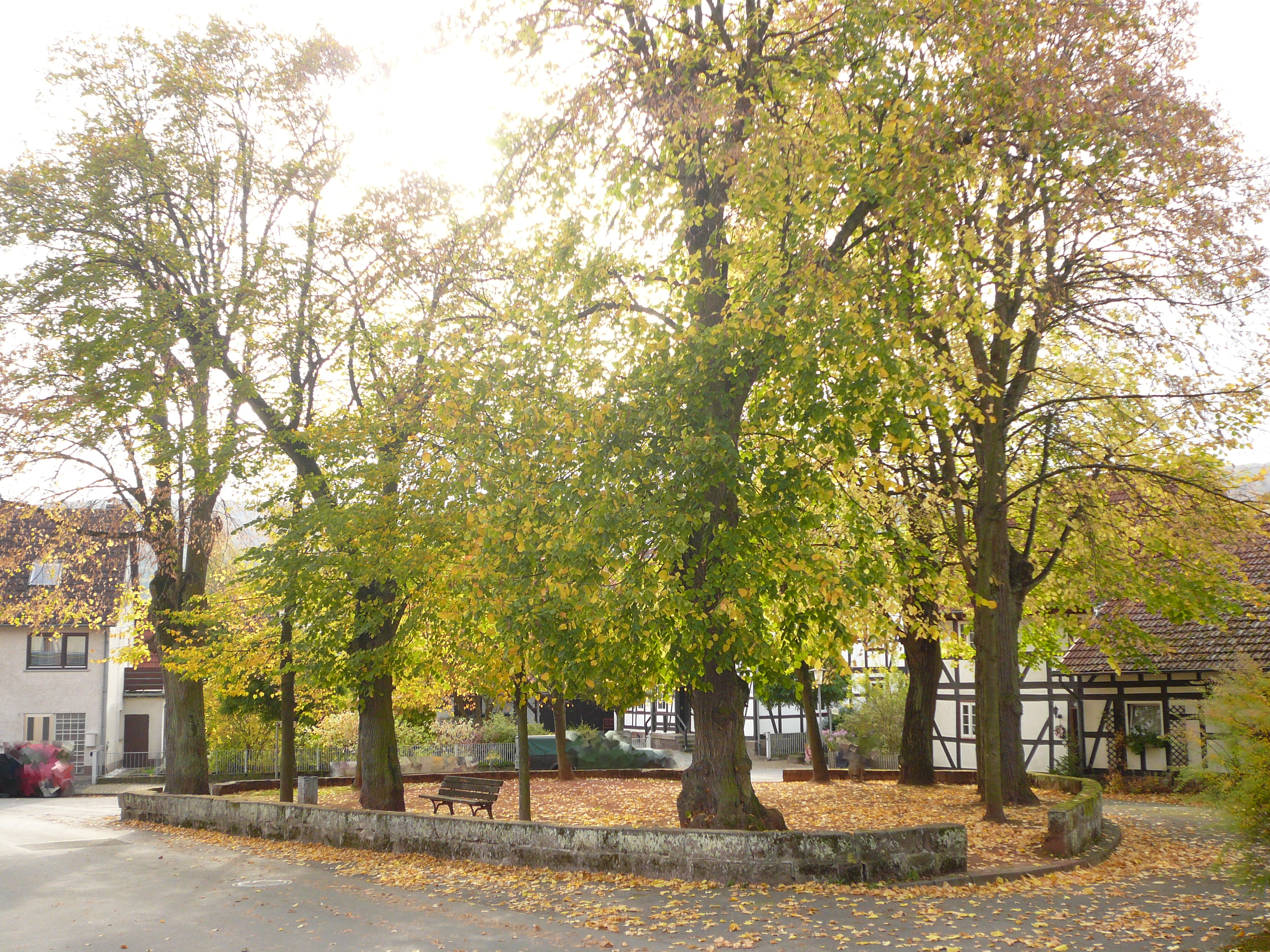
民会場跡

### ヒュンストレンの展望塔と避難城塞
ベージングハウゼン北西のゲッティンゲンの森の中、ヒュンストレン山のかつて環状の土塁で囲まれていた避難城塞の跡に建つ展望塔は優れた眺望ポントで、ウンターアイヒスフェルトやハルツ山地（ブロッケン山を含む）を眺めることができる。

### ハルツブリック展望塔
ランドルフスハウゼン＝マッケンローデ近郊、ゲッティンゲンの森のマッケンレーダー・シュピッツェに建つハルツブリック展望塔もやはり、ハルツ山地に至る良い眺望が得られる。

## 引用
1. ↑  Landesamt für Statistik Niedersachsen, LSN-Online Regionaldatenbank, Tabelle A100001G: Fortschreibung des Bevölkerungsstandes, Stand 31. Dezember 2023
2. ↑  Hans-Jürgen Gerhard; Hans-Jürgen Gerhard / Alexander Engel (Hrsg.): Preise im vor- und frühindustriellen Deutschland : Nahrungsmittel - Getränke - Gewürze - Rohstoffe und Gewerbeprodukte. Steiner, Stuttgart 2001, ISBN 3-515-07291-8, p. 44.